# Hélder Miguel do Rosario
Hélder Miguel do Rosario (nacido en Lisboa el 8 de marzo de 1980) es un exfutbolista portugués que actuaba como defensa. Su carrera deportiva profesional comenzó en el año 1999 en el Lourinhanense, retirándose en 2013 en la S.D. Ponferradina tras unos problemas físicos que han lastrado parte de su carrera.

## Clubes
| Club                 | País                | Año       |
| -------------------- | ------------------- | --------- |
| Lourinhanense        | Bandera de Portugal | 1999-2000 |
| Sporting de Lisboa B | Bandera de Portugal | 2000-2001 |
| FC Maia              | Bandera de Portugal | 2001-2002 |
| SC Farense           | Bandera de Portugal | 2002-2003 |
| Os Belenenses        | Bandera de Portugal | 2003-2004 |
| Boavista FC          | Bandera de Portugal | 2004-2007 |
| Málaga CF            | Bandera de España   | 2007-2011 |
| SD Ponferradina      | Bandera de España   | 2012-2013 |